# Orzesze
Pour l’article homonyme, voir Orzesze (Poméranie-Occidentale).
Orzesze (en silésien : Uořeše) est une ville polonaise de la voïvodie de Silésie et du powiat de Mikołów. Elle s'étend sur 82,89 km2 et comptait 19 304 habitants en 2010. 